# Ооржак, Лидия Хорагаевна
Ооржак Лидия Хорагаевна (род. 17 декабря 1958) — поэтесса, литературовед, Член Союза Писателей Тувы, Почетный работник образования Российской Федерации, автор учебников тувинской литературы

## Биография
Родилась 17 декабря 1958 года в селе Чыраа-Бажы Дзун-Хемчикского района Тувинской АССР. Окончила среднюю школу в с. Чыраа-Бажы (1975), Кызылское педагогическое училище (1978), филологический факультет КГПИ по специальности «Родной язык и литература, русский язык и литература» (1983). Работала учителем тувинского языка и родной литературы в с. Чыраа-Бажы (1983—1984); в с. Дөң-Терезин Барун-Хемчикского района (1985—1986); в школе № 2 г. Ак-Довурак (1987—2009); учителем родного языка Государственного общеобразовательного учреждения Республики Тыва «Школа-интернат для детей сирот и детей, оставшихся без попечения родителей» (2009—2010), учителем тувинского языка и литературы Государственного автономного нетипового общеобразовательного учреждения «Аграрный лицей-интернат Республики Тыва», методистом лаборатории этнокультурного содержания и регионального компонента Института развития национальной школы, старшим научным сотрудником ИРНШ Минобразования Республики Тыва. Одна из учредителей Региональной Общественной Организации «Ассоциация учителей тувинского языка и литературы Республики Тыва»

## Научно-методическая деятельность
Разработчик ФГОС и программы по родной (тувинской) литературе; разработчик образовательной программы по развитию родной (тувинской) речи в дошкольных образовательных учреждениях Республики Тыва «Моя родная Тува» / «Төрээн Тывам»
Автор учебников родной (тувинской) литературы.
Составитель рабочей тетради по экспериментальному учебнику по родному языку и литературе в классах профильного негуманитарного обучения.
Победитель номинации «Лучший создатель УМК» в общероссийском конкурсе «Всероссийский мастер-класс учителей родных языков» (2010, Москва).

## Награды и звания
- Почётный работник образования Российской Федерации,
- победитель номинации «Лучший создатель УМК» в общероссийском конкурсе «Всероссийский мастер-класс учителей родных языков» (2010, Москва),
- Победитель конкурса на грант Президента Российской Федерации (2006)[12][13]

## Основные публикации
- Лидия Ооржак «Төлгээ дүшпес чажыттар» (2007)
- Лидия Ооржак «Ээргииштиг ээрем» (2008)
- Лидия Ооржак «Үе-домчу» (2010)
- Лидия Ооржак «Тывам Оглу»[14]
- Үлегерлиг болуру: [для дошкольного возраста: на тувинском языке]: 0+ / [Ооржак Лидия Хорагаевна]. — Красноярск: Офсет, cop. 2019. — 16 с.: цв. ил.; 20 см; ISBN 978-5-904864-96-5
- Долаана: [для дошкольного возраста: на тувинском языке]: 0+ / [Ооржак Лидия Хорагаевна]. — Красноярск: Офсет, cop. 2019. — 15 с.: ил., цв. ил.; 20 см; ISBN 978-5-904864-82-8[15]
- Бөмбүрзек: [для дошкольного возраста: на тувинском языке]: 0+ / [Ооржак Лидия Хорагаевна]. — Красноярск: Офсет, cop. 2019. — 16 с.: цв. ил.; 20 см; ISBN 978-5-904864-94-1[16][17]
- Күдерек: [для дошкольного возраста: на тувинском языке]: 0+ / [Ооржак Лидия Хорагаевна]. — Красноярск: Офсет, cop. 2019. — 15 с.: ил., цв. ил.; 20 см; ISBN 978-5-904864-84-2[18]
- Төрээн чогаал. 6 класс [Текст]: ниити өөредилге черлеринге өөредилге ному / Л. Х. Ооржак [и др.]. — Кызыл: Национал школа хөгжүдер ин-т, 2014. — 174, [2] с.: цв. ил.; 22 см; ISBN 978-5-904864-41-5[19]
- Төрээн чогаал. 6 класс [Текст]: ниити өөредилге организацияларынга өөредилге ному / Л. Х. Ооржак [и др.]. — Кызыл: Национал школа хөгжүдер ин-т, 2016. — 174, [2] с.: цв. ил.; 22 см; ISBN 978-5-904864-63-7[20][21]
- Төрээн чогаал. 5 класс [Текст]: ниити өөредилге организацияларынга өөредилге ному / М. А. Күжүгет, Л. Х. Ооржак, Е. Т. Чамзырын, А. С. Шаалы. — Кызыл: Национал школа хөгжүдер ин-т, 2016. — 223 с.: цв. ил.; 22 см. — (ФГОС).; ISBN 978-5-904864-64-4[20]
- Ооржак Л. Х. Элементы фольклора в поэзии Алексея Бегзин-оола// Новые исследования Тувы. 2013, № 1[22][23][24]
- Ооржак Л. Х. Роль и значение тувинской литературы и ее преподавания в школе в сохранении и развитии тувинского языка //Новые исследования Тувы. 2018 Выпуск No. 1 (2018)